# Weißwandreifen

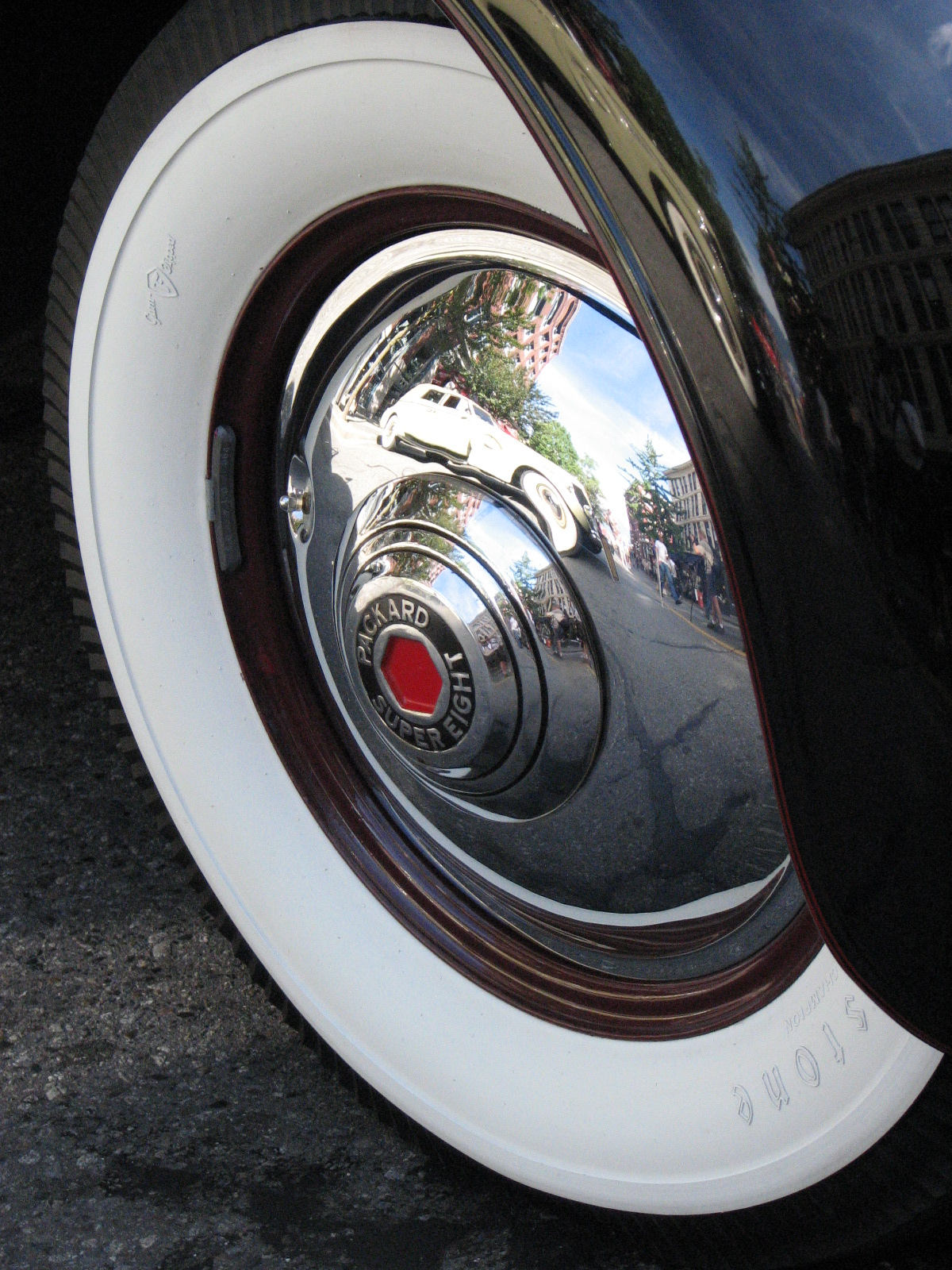
Klassischer Weißwandreifen im Stil der 30er Jahre

Weißwandreifen, fälschlicherweise auch Weißbandreifen, sind Zweirad- oder Autoreifen, die mit einer weißen Reifenseite oder einem weißen Streifen auf einer oder beiden Reifenseiten ausgestattet sind.

## Herstellung
Die ersten Autogummireifen waren nicht schwarz, sondern weiß, da sie aus natürlichem Kautschuk hergestellt wurden. Um die Eigenschaften des Gummis zu verbessern, wurden in den nächsten Jahrzehnten andere Zusatzstoffe hinzugefügt, durch die die Autoreifen bei der Herstellung ihre schwarze Farbe erhielten.
Im 21. Jahrhundert produzieren nur wenige spezialisierte Hersteller Weißwandreifen. Dazu verwenden sie bei der Neureifenherstellung besondere Formen, die es ermöglichen, Gummimischungen mit unterschiedlichen Farben und Eigenschaften an die gewünschten Stellen des späteren Reifens zu bringen. Besondere Eigenschaften von Weißwandreifen sind in der internationalen Patentklassifikation „B29D 30/00 G“ beschrieben. Insbesondere für Fahrradbereifungen werden Schlauchreifen mit weißen Reflexstreifen hergestellt.
Weißwandreifen und Buntreifen (Reifen mit umlaufenden Streifen in anderen Farben) können auch durch nachträgliches Aufvulkanisieren von geeigneten Gummimischungen hergestellt werden.

## Geschichte
In den Anfangsjahren waren Weißwandreifen die günstigere Alternative zu vollständig aus angereichertem schwarzem Gummi hergestellten Reifen. Vollständig schwarze Reifen entsprachen der Premiumklasse. Im Laufe der Zeit jedoch änderte sich das und Weißwandreifen galten als Premiumreifen, da sie zum Gesamtdesign des Wagens beitrugen. Während der 1930er Jahre wurden schwarze Reifen wieder bevorzugt, in den 1950er und 1960er Jahren wiederholte sich der Trend zu Weißwandreifen. Sie wurden als Gestaltungselement von Fahrzeugen eingesetzt. Weißwandreifen wurden für den Automobilbereich und für Motorroller, Motorräder und andere Zweiräder hergestellt.
Dass Weißwandreifen sich bereits seit den 1950er-Jahren erneut auf dem Rückzug befinden, liegt daran, dass heutige Autoreifen eine deutlich schmalere „Wand“ aufweisen, die weiß gefärbt werden könnte. Seit den 1980/90er-Jahren gibt es sie als Serienausstattung bei Neuwagen kaum noch. Eine Ausnahme bildete das Lincoln Town Car, das bis zur Einstellung der Produktion 2011 mit Weißwandreifen bestellt werden konnte.

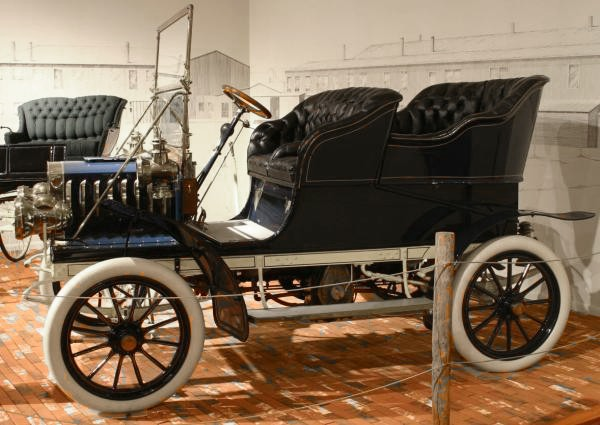
1904 Auburn mit schwer zu reinigenden Reifen
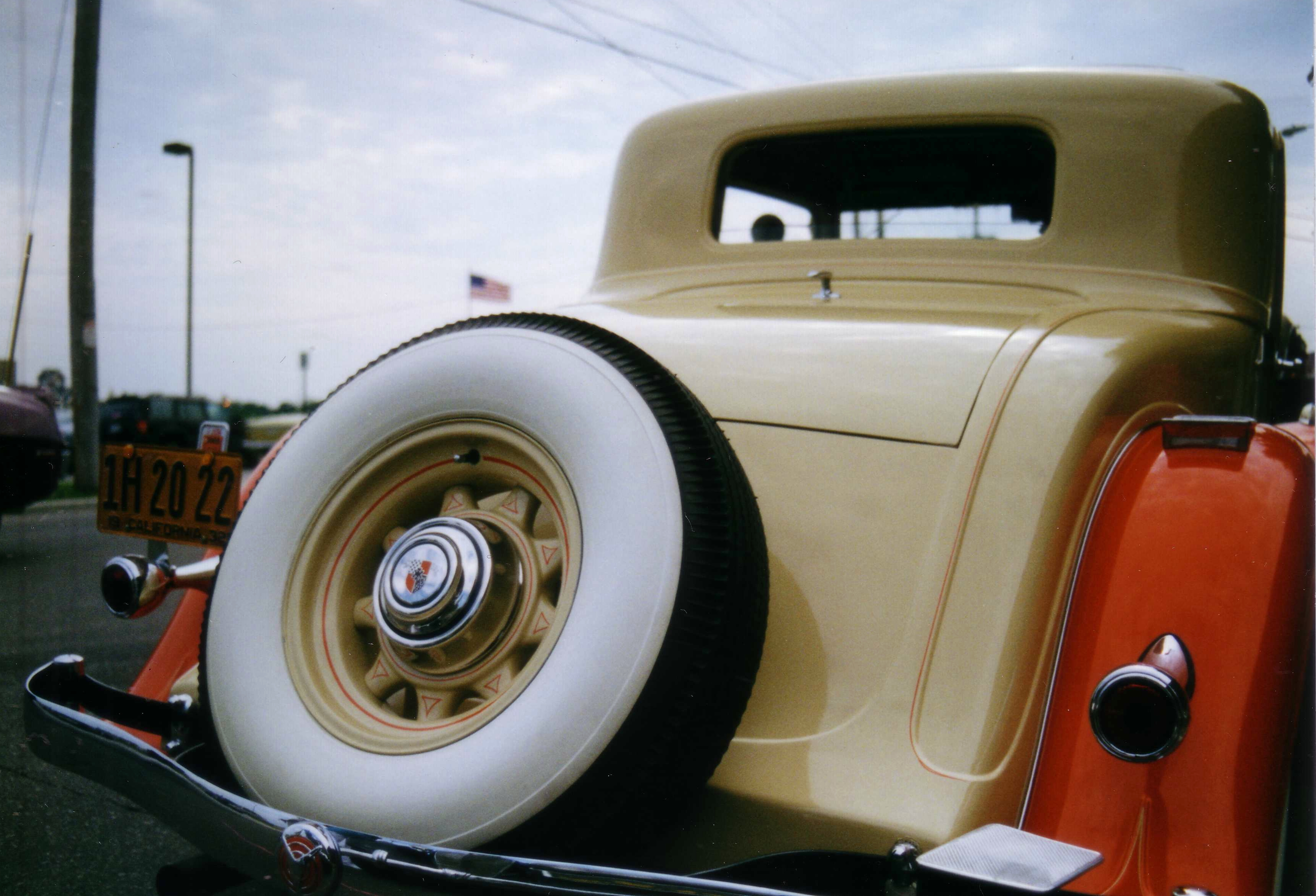
Weißwandreifen der 30er Jahre
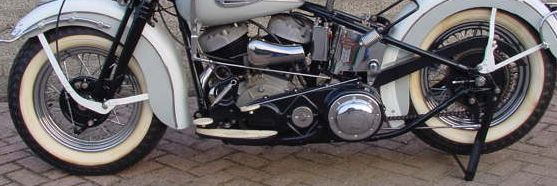
Weißwandreifen bei Harley-Davidson 45-UL (1945)
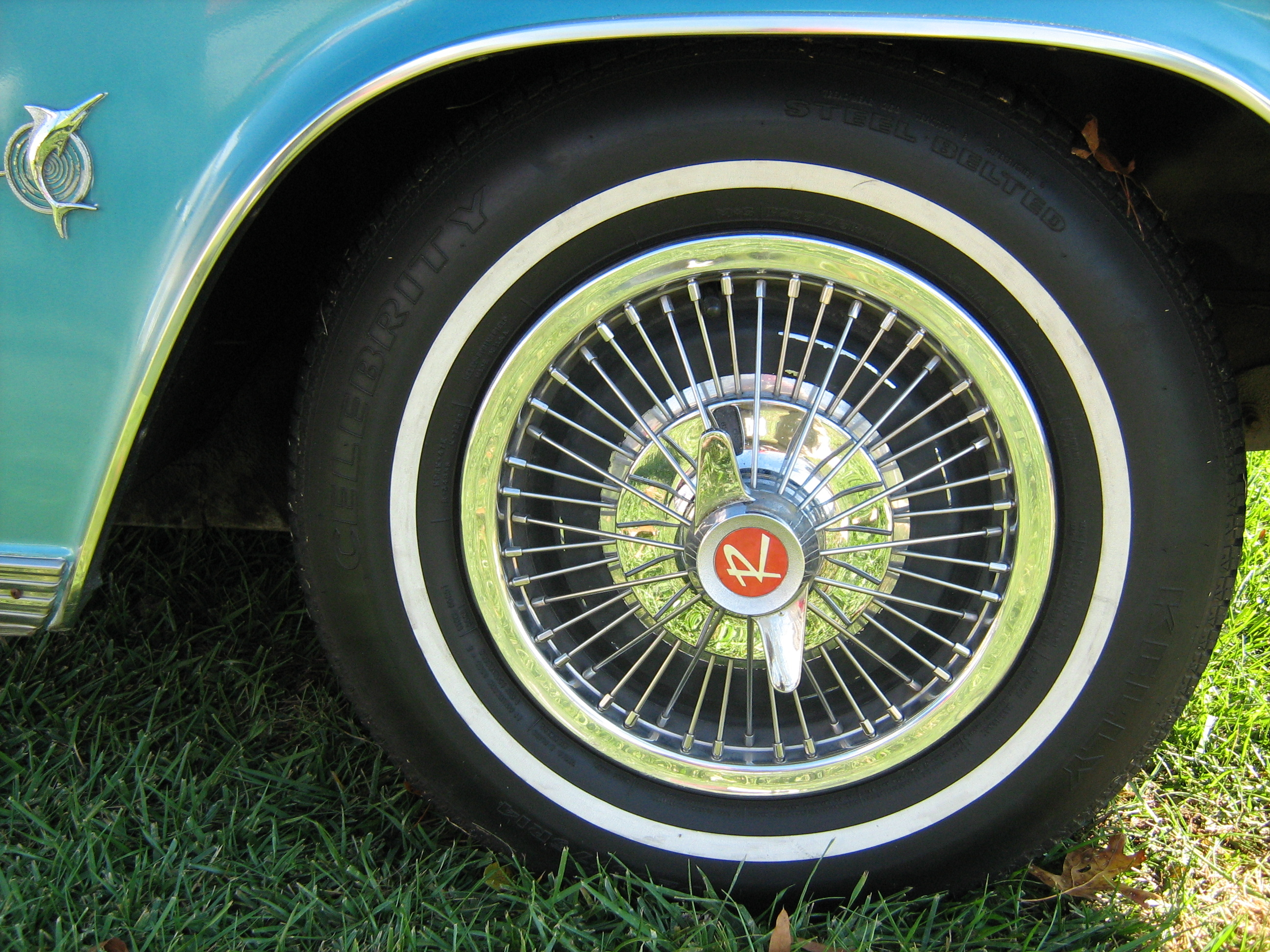
Weißwandreifen mit schmalem Streifen (1965)
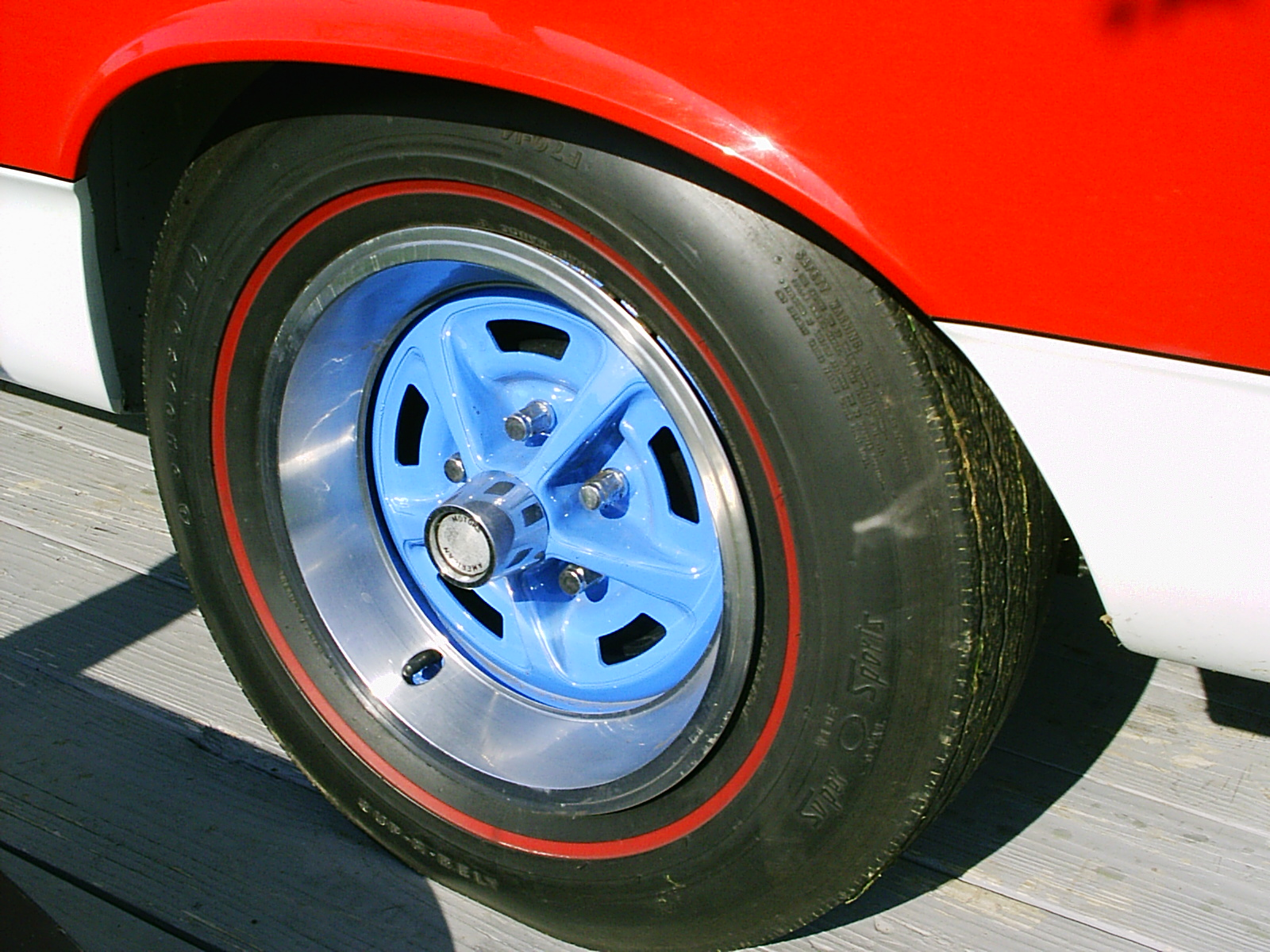
Buntreifen mit schmalem rotem Streifen (1969)

## Imitationen
Weißwandreifen werden oft imitiert, z. B. werden Weißwandringe eingesetzt, um ein ähnliches Erscheinungsbild zu erreichen. Das ermöglicht die zeitgenössische Aufbereitung von älteren Fahrzeugen (Oldtimer), für die keine Weißwandreifen mehr erhältlich sind. Jedoch sind die wenigsten am Markt erhältlichen Weißwandringprodukte für den Betrieb im Straßenverkehr verwendbar; in der Regel sind sie nur für Ausstellungszwecke geeignet. Reifenfarbe oder Reifenlack mit weißem Farbton wird ebenfalls verwendet, dieser dunkelt aber sehr schnell und wirkt damit schmutzig.